# Salem (fictieve stad)
Salem is een fictieve stad uit het middenwesten van de Verenigde Staten en vormt sinds 1965 de thuishaven voor de langlopende soapserie Days of our Lives. De precieze staat waarin Salem ligt wordt nooit vermeld; aanvankelijk lag Salem in New England, maar in de jaren zeventig  werd dat het middenwesten. 
Er wordt meestal gezegd dat Salem een klein stadje is, maar het heeft meer de allure van een grote stad door de aanwezigheid van een universiteit, luchthaven en grote bedrijven als Titan Industries, Basic Black en Mythic Incorporated. 
Geregeld wordt er verwezen naar Chicago en het feit dat deze stad in de buurt ligt, waardoor men zou kunnen aannemen dat Salem in Illinois ligt.

## Noemenswaardige locaties
- Salem Police Department: politiekantoor waar Abe Carver, Roman Brady en Bo Brady onder andere werken.
- Salem Place: marktplein van Salem.
- Java Café:  koffieshop op Salem Place.
- Salem University: universiteit van Salem
- University Hospital, ziekenhuis waar o.a. Tom Horton, Neil Curtis, Mike Horton, Kayla Brady, Marlena Evans en Lexie Carver werken of gewerkt hebben.
- Salem Inn: hotel
- The Cheatin' Heart: bar
- The Brady Pub: Ierse pub geopend in 1992 waar vroeger de Brady Fish Market was. Caroline Brady en Shawn Brady baatten de zaak uit, Shawn overleed in 2008.
- Dune: dansclub
- Chez Rouge: gourmetrestaurant van Maggie Horton.
- Max's Garage: zaak die vroeger van Max Brady was.
- Alice's: Restaurant en bar van Bonnie Lockhart genoemd naar Alice Horton.
- Penthouse Grill: chique restaurant.
- Titan Industries:  bedrijf van Victor Kiriakis.
- Basic Black:  bedrijf van John Black en concurrent van Titan Industries;
- The Salem Spectator: krant waarbij Jack Deveraux en Jennifer Horton elkaar leerden kennen
- The Dock: dok waar de boten van Bo en Hope, Fancy Face I, II en III lagen.
- St. Lukes: plaatselijke kerk waar doopsels, huwelijken en begrafenissen plaatsvinden.
- Mythic Communications: communicatiebedrijf van Kate Roberts